# Конфіденційність пошукової системи
Конфіденційність в пошукових системах — це складова конфіденційності в інтернеті, яка стосується даних користувачів, що збираються пошуковими системами. Проблеми конфіденційності особи в пошукових системах, можуть набувати різних форм, наприклад, через здатність пошукових систем зберігати окремі пошукові запити, історію переглядів, IP-адреси та кукі-файли, а також аналізувати поведінку користувачів.
Хоч власники пошукових систем часто стверджують, що останні збирають дані для того, щоб краще адаптувати результати пошуку до конкретного користувача та надати йому кращий досвід пошуку, вони також можуть зловживати цими даними та порушувати недоторканність приватного життя, продаючи накопичені дані рекламодавцям для отримання прибутку.
Для осіб, зацікавлених у збереженні своєї приватності під час пошуку в інтернеті, існують такі варіанти збереження конфіденційності, якː використання програмного забезпечення на кшталт браузера Tor, яке робить місцеперебування користувача та його особисту інформацію анонімними, або використання пошукової системи, орієнтованої на конфіденційність.

## Політики конфіденційності пошукових систем
На сайтах пошукових систем зазвичай публікується їх політика конфіденційності для того, щоб інформувати користувачів системи про те, які їхні дані можуть бути зібрані та з якою метою вони можуть бути використані. Хоч ці політики можуть бути спробою забезпечити прозорість функціонування пошукової системи, але багато людей — її користувачів ніколи їх не читають. Це пов'язано з принципом повідомлення та згоди, за яким побудовано багато політик конфіденційності.
Політика повідомлення та згоди, по суті, полягає в тому, що сайт показує користувачеві політику конфіденційності та просить його натиснути на кнопку, щоб погодитися з нею. Це робиться для того, щоб він міг вільно вирішити, чи продовжувати користуватися сайтом, чи ні. Ще однією проблемою, пов'язаною з розміщенням політики конфіденційності, є те, що її важко зрозуміти багатьом користувачам.

## Типи даних, які можуть збирати пошукові системи
Більшість пошукових систем можуть збирати особисту інформацію про своїх користувачів відповідно до власної політики конфіденційності. Ці дані можуть бути будь-якими — від інформації про місцеперебування до кукі-файлів, IP-адрес, історії пошукових запитів, історії переходів по сайтах та цифрових відбитків пристроїв.
Дані користувачів можуть зберігатися в пошукових системах, якими вони користувались, протягом тривалого проміжку часу. Наприклад, дані, зібрані компанією Google про своїх користувачів, зберігаються до 9 місяців. Деякі дослідження стверджують, що насправді цей термін становить 18 місяців. Дані про користувачів використовуються розробниками пошукових системи з різними цілями, наприклад, для оптимізації та персоналізації їх результатів пошуку, цільового маркетингу, а також для захисту користувачів від шахрайства та фішингових атак. Такі дані можуть збиратися за допомогою кукі-файлів навіть тоді, коли користувач не увійшов до свого облікового запису або використовує іншу IP-адресу.

### Використання

#### Персоналізація користувачів
Пошукова система може створювати профіль користувача, який допомагає їй вирішити, які посилання слід показувати на різні пошукові запити, подані користувачем, або яку показувати йому рекламу.
На зібраних даних можуть використовувати алгоритми машинного навчання для вдосконалення моделі профілювання, щоб точніше передбачати, на що може натиснути той чи інший користувач.
Одним із прикладів є те, як Google Scholar враховує історію публікацій користувача, щоб видавати йому результати, які вона вважає релевантними для нього. Персоналізація також присутня у рекомендаційних системах Amazon та IMDb, які використовують попередньо зібрану інформацію про користувача, щоб пропонувати йому книги та фільми відповідно. Для того, щоб відбувалася персоналізація, користувачеві не потрібно входити у свій обліковий запис.

#### Таргетована реклама
Маркетингова компанія DoubleClick, яка надавала послуги з інтернет-реклами, куплена Google 2008 року була дочірньою компанією останньої до червня 2018 року, коли Google провела ребрендинг DoubleClick і приєднала її до своєї маркетингової платформи Google Marketing Platform. Сайти, які співпрацювали з DoubleClick, зберігали на комп'ютерах користувачів кукі-файли, які відстежували всі сторінки з її рекламою. Коли корпорація Google готувалась до придбання DoubleClick, існувало занепокоєння з приводу того, що це дозволить їй створювати повніші профілі своїх користувачів, оскільки вона зможе додатково відстежувати відвідувані ними вебсайти. Це може призвести до того, що користувачам показуватиметься реклама, яка буде ефективнішою завдяки використанню поведінкового таргетингу.

#### Поліпшення якості пошуку
Історії запитів користувачів до пошукових систем та їх переходів до результатів пошуку мають вирішальне значення для оптимізації пошукової видачі. Вони також допомагають розробляти алгоритми, які використовуються пошуковими системами для видачі результатів, таких як PageRank.

### Організації, що займаються питаннями конфіденційності
Існують організації, такі як Electronic Privacy Information Center (EPIC) та Privacy International, які зосереджені на захисті прав користувачів на конфіденційність. Так, 2007 року EPIC подала скаргу до Федеральної торгової комісії США, стверджуючи, що Google не повинна мати можливості придбати DoubleClick на тій підставі, що це поставить під загрозу конфіденційність її користувачів.

## Сприйняття конфіденційності користувачами
Були проведені експерименти з вивчення поведінки споживачів, коли їм надавали інформацію про рівень дотримання конфіденційності інтернет-магазинами, інтегруючи рейтинги конфіденційності з пошуковою системою. Для досліджуваної групи дослідники використовували пошукову систему під назвою Privacy Finder, яка сканує вебсайти та автоматично генерує піктограму, що показує рівень конфіденційності, які вони надають споживачеві, порівняно з політикою конфіденційності, яку споживач вказав як бажану для нього. Результати експерименту показали, що учасники основної групи, які користувалися пошуковою системою, що вказувала на рівень конфіденційності, купували товари з вебсайтів, які надавали їм вищий рівень конфіденційності, тоді як учасники контрольної групи обирали товари, які були найдешевшими.

## Етичні дискусії

### Позиція за збір даних
Збір даних користувачів пошуковими системами можна розглядати як позитивну практику, оскільки це дозволяє пошуковій системі персоналізувати результати. Це означає, що користувачі отримуватимуть більш доречні результати та їм показуватиметься більш релевантна реклама, коли для цього будуть використовуватися їхні дані, такі як минулі пошукові запити, інформація про місцеперебування та кліки. Крім того, пошукові системи, як правило, безкоштовні для користувачів і можуть залишатися на плаву завдяки тому, що одним з основних джерел їхнього доходу є реклама, яка може бути більш ефективною, коли вона таргетована.

### Позиція проти збору даних
Збір даних користувачів також можна розглядати як зловживання приватних компаній задля власної фінансової вигоди або як тактику нав'язливого спостереження. Пошукові системи можуть заробляти гроші на таргетованій рекламі, оскільки рекламодавці готові платити більше за показ своєї реклами найбільш зацікавленим споживачам. Крім того, коли пошукова система збирає та каталогізує великі обсяги даних про своїх користувачів, існує ймовірність їх витоку. Також державні органи можуть вимагати у пошукових систем надати дані певного користувача. Інформація з бази даних пошукових запитів також може бути витребувана приватними особами для використання в цивільних справах, таких як розлучення або трудові спори.

## Випадки порушень конфіденційності даних

### Публікація пошукових даних AOL
У 2006 році для дослідницьких цілей компанія AOL оприлюднила дані з близько 20 мільйонів пошукових запитів, зроблених приблизно 650 000 унікальними користувачами. Хоч користувачам присвоїли унікальні ідентифікаційні номери замість їхніх імен, все одно за цими ідентифікаторами можна було встановити справжню особу багатьох із них включно, з їхнім приблизним місцеперебуванням, а також імена їхніх друзів та членів родини, проаналізувавши те, що вони шукали. Прикладом цього є те, як New York Times ідентифікувала Тельму Арнольд за допомогою «зворотного пошуку». Користувачі також іноді здійснюють так званий его-пошук, тобто вони шукають себе, щоб побачити, яка інформація про них є в інтернеті, що ще більше полегшує ідентифікацію нібито анонімних користувачів. Багато пошукових запитів, опублікованих AOL, були викривальними або, в певному сенсі, надзвичайно приватними, наприклад, «як вбити свою дружину» або «чи можна всиновити дитину після спроби самогубства». Ці дані були використані в кількох експериментах з вимірювання ефективності рішень для захисту конфіденційності користувачів.

### Google та Yahoo
І Google, і Yahoo стали об'єктами китайської хакерської атаки у 2010 році. У той час як компанія Google серйозно відреагувала на цю ситуацію, найнявши нових інженерів з кібербезпеки та інвестувавши кошти в захист даних користувачів, Yahoo обрала м'якший підхід. Google почала платити хакерам за пошук вразливостей у 2010 році, тоді як Yahoo пішла цим шляхом у 2013 році. Після витоку даних, зробленим Едвардом Сноуденом, компанія Yahoo також була визнана як поширена хакерська мішень для шпигунів різних країн, але після цього Yahoo так і не надала своєму новопризначеному директору з інформаційної безпеки ресурси, щоб реально змінити ситуацію всередині компанії. У 2012 році Yahoo найняла Маріссу Майєр, яка раніше працювала в Google, на посаду нового генерального директора, але вона вирішила не вкладати багато коштів у безпеку Yahoo та навіть відмовилася від впровадження такого заходу безпеки, як примусового скидання всіх паролів користувачів після зломів сайту.
Станом на кінець 2016 року Yahoo оголосила, що протягом 2013 і 2014 років зламано щонайменше 1,5 мільярда облікових записів її користувачів. Злом 2013 року скомпрометував понад мільярд акаунтів, а злом 2014 року — близько 500 мільйонів акаунтів. Скомпрометовані дані включали особисту інформацію, таку як номери телефонів, адреси електронної пошти та дати народження, а також такі дані, як питання безпеки, що використовуються для скидання паролів, та зашифровані паролі. Yahoo зробила заяву, в якій зазначила, що злами були результатом дій осіб, що фінансуються державою, а у 2017 році Міністерство юстиції США висунуло звинувачення двом російським розвідникам у змові з метою зламу Yahoo та крадіжки даних користувачів. Станом на 2016 рік, злами Yahoo у 2013 та 2014 роках були найбільшими за всю історію.
У жовтні 2018 року стався витік даних Google+, який потенційно торкнувся близько 500 000 акаунтів, що призвело до закриття цієї платформи.

### Доступ державних органів до пошукових даних
Державні органи можуть вимагати у пошукових систем надати дані користувачів з багатьох причин. Так, у 2006 році уряд США вимагав цього в рамках Закону Про захист дітей в інтернеті, однак Google відмовилася виконати цю вимогу. Хоча захист приватності дітей в інтернеті може вважатися благородною метою, існують сумніви щодо того, чи можуть державні органи мати доступ до таких персональних даних для її досягнення. В інших випадках вони можуть бути потрібні для цілей національної безпеки — доступ до баз даних пошукових запитів з метою запобігання терористичним атакам є поширеним прикладом.
Ще одне занепокоєння щодо доступу державних органів до даних користувачів пошукових систем — це «розповзання функцій», термін, який в цьому випадку означає, що дані, спочатку зібрані державними органами для цілей національної безпеки, з часом можуть бути використані в інших цілях, наприклад, для стягнення боргів.